# Gerd Walter
Gerd Walter (* 26. April 1949 in Lübeck) ist ein deutscher Politiker (SPD).
Er war von 1992 bis 2000 Minister für Bundes- und Europaangelegenheiten und von 1996 bis 2000 zusätzlich Justizminister des Landes Schleswig-Holstein.

## Leben und Beruf
Nach dem Abitur absolvierte Walter ein Studium der Politologie in Berlin und Hamburg, welches er als Diplom-Politologe beendete. Danach folgte eine Ausbildung zum Redakteur in Lübeck beim Lübecker Morgen und in Kiel. Von 1975 bis 1979 war er als Dozent für politische Erwachsenenbildung an der Gustav Heinemann Bildungsstätte in Malente tätig.
Walter war von Oktober 2000 bis Juli 2011 Geschäftsführer der SPD-eigenen Deutschen Druck- und Verlagsgesellschaft.
Gerd Walter ist verheiratet und lebt in Lübeck.

## Partei
Seit 1968 ist er Mitglied der SPD. Er war von 1975 bis 1985 stellvertretender Landesvorsitzender und von 1987 bis 1991 Landesvorsitzender der SPD in Schleswig-Holstein. Von 1991 bis 1993 gehörte er außerdem dem SPD-Bundesvorstand an.

## Abgeordneter
Walter war von 1979 bis 1992 Mitglied des Europäischen Parlaments (I. Wahlperiode).

## Öffentliche Ämter
Nach der Landtagswahl 1992 wurde er am 5. Mai 1992 als Minister für Bundes- und Europaangelegenheiten in die von Ministerpräsident Björn Engholm geführte Landesregierung von Schleswig-Holstein berufen. Dieses Amt behielt er auch unter dessen Amtsnachfolgerin Heide Simonis. Nach der Landtagswahl 1996 übernahm er zusätzlich ab dem 22. Mai 1996 die Leitung des Justizministeriums. Nachdem der Koalitionspartner Bündnis 90/Die Grünen nach der Landtagswahl 2000 das Justizressort für sich beanspruchte, schied Walter am 28. März 2000 aus der Regierung aus. Seit 2015 ist er als Stellvertreter von Wolfgang Thierse Mitglied im Kuratorium der Bundeskanzler-Willy-Brandt-Stiftung.

## Kabinette
- Kabinett Engholm II – Kabinett Simonis I – Kabinett Simonis II